# Maximilien Rubel
Maximilien Rubel (* 10. Oktober 1905 in Czernowitz; † 28. Februar 1996 in Paris) war ein französischer Soziologe und Rätekommunist österreichischer Herkunft.

## Leben
Rubel studierte Jura, Philosophie und Germanistik in Czernowitz und Wien, wo er unter dem Einfluss des Sozialphilosophen Max Adler stand. 1931 zog er nach Paris zur Fortsetzung seiner Studien an der Sorbonne, und erhielt 1934 sein Lizentiat. 1937 wurde er französischer Staatsbürger. Während der deutschen Okkupation Frankreichs war er als Jude und politischer Aktivist verfolgt. Bis 1945 war er Mitglied der kleinen Groupe révolutionnaire prolétarien und übersetzte Flugblätter, die an deutsche Soldaten gerichtet waren. Ab 1948 war Rubel im Centre d'études sociologique des
Centre national de la recherche scientifique beschäftigt, wo er 1970 als Maître de recherche honoraire emeritiert wurde.
1959 gründete er die Zeitschrift Etudes de marxologie, und wirkte an den ab 1962 erscheinenden Cahiers de discussion pour le socialisme des conseils mit.
Rubel vertrat gegen die Mehrheit der Wissenschaftler die These, dass Marx entscheidend durch Baruch de Spinoza beeinflusst worden sei.
Rubel lehnte den real existierenden Sozialismus leninistischer Prägung ab.
Die aktuelle Bedeutung von Karl Marx sah er nicht in erster Linie in seinen wissenschaftlichen Theorien, sondern in der Ethik, und seiner radikalen Kritik an gesellschaftlichen Institutionen.

## Veröffentlichungen (Auswahl)
- Marx-Chronik. Daten zu Leben und Werk. (Aus dem Französischen von Anjuta Dünnwald). Hanser, München 1968 (=Reihe Hanser. Band 3); Neuauflage ebenda 1983.
- Rußland und die russische Revolution im Denken von Karl Marx. Trier 1969 (= Schriften aus dem Karl-Marx-Haus. Nr. 2).
- Marx/Engels: Die russische Kommune. Hanser, München 1972.
- Josef W. Stalin in Selbstzeugnissen und Bilddokumenten. Rowohlt, Reinbek (bei Hamburg) 1975 (=rowohlts monographien. Band 224), ISBN 3-499-50224-0.
- mit Heiner Koechlin und Noam Chomsky: Unsere Wünsche sind Erinnerungen an die Zukunft. Kramer, Berlin 1976, ISBN 978-3-87956-066-0.
- Nach hundert Jahren: Plädoyer für Friedrich Engels (= IWK. Band 31). 1995, S. 520–531.